# Kat Menschik

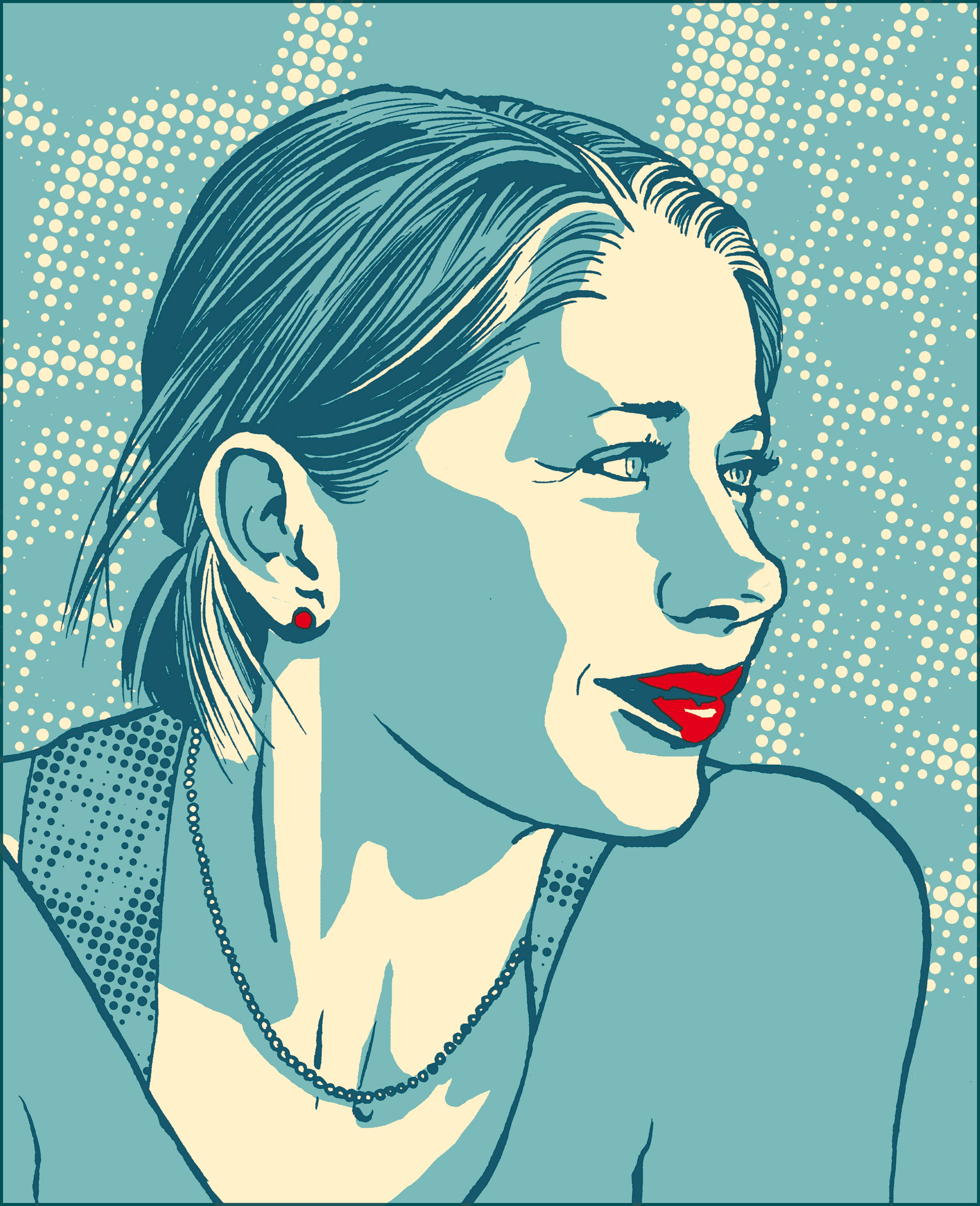
Selbstporträt Kat Menschik

Kat Menschik (* 6. April 1968 in Luckenwalde, Bezirk Potsdam, DDR) ist eine deutsche Illustratorin und Zeichnerin. Sie begann ihre berufliche Laufbahn in den 1990er Jahren als Mitherausgeberin der Comic-Magazine Spunk und der Edition A. O. C. Seit 1999 betätigt sie sich außerdem als Comiczeichnerin und verfasste die Fortsetzungsgeschichte Weltempfänger für die Berliner Beilage der Frankfurter Allgemeinen Zeitung (FAZ). Später kam die Bebilderung von Büchern hinzu. Menschik arbeitet heute als freie Illustratorin für das Feuilleton der Frankfurter Allgemeinen Sonntagszeitung (FAS) und anderer deutscher Zeitungen und Magazine. Menschik illustrierte Bücher von Enn Vetemaa (Die Nixen von Estland), Haruki Murakami (Schlaf und Die Bäckereiüberfälle) und Mark Benecke (Kat Menschiks und des Diplom-Biologen Doctor Rerum Medicinalium Mark Beneckes Illustrirtes Thierleben).

## Leben

### Jugend und Ausbildung
Kat Menschik wurde 1968 in Luckenwalde geboren und wuchs in Ost-Berlin auf. Ihr Vater, Rainer Menschik (* 1943), ist studierter Grafiker und war als Gebrauchsgrafiker und Kalligraph tätig. Um die Zeit zwischen Abitur und der Aufnahme an der Kunsthochschule zu überbrücken, lernte sie Schaufenstergestalterin. Von 1992 bis 1999 studierte sie an der Hochschule der Künste Berlin Kommunikationsdesign und schloss als Meisterschülerin ab. Von 1995 bis 1996 absolvierte sie ein Austauschjahr an der Pariser École des Arts Décoratifs, was ihr mit einem Stipendium des Deutschen Akademischen Austauschdiensts ermöglicht wurde. Dort gab sie zusammen mit Kommilitonen das monatliche Comicmagazin Spunk heraus. Nach ihrer Rückkehr nach Berlin gründete sie zusammen mit Jan Hülpüsch den Comic-Verlag Millionen, der die Edition A. O. C. herausgab. Ziel war es, wenig bekannten Zeichnern abseits vom Mainstream eine Plattform zu bieten. A. O. C. erschien bis 1999.

### Arbeit als Illustratorin
Seit 1999 betätigt sich Menschik vorwiegend als Illustratorin und Comiczeichnerin. So verfasste sie in jenem Jahr für die Berliner Seiten der FAZ vier Monate lang die Fortsetzungsgeschichte Weltempfänger. 2000 wurde sie Mutter einer Tochter. Im Jahr darauf wurde sie abermals für die Berliner Seiten tätig. Parallel dazu arbeitete sie an einer Illustration einer Neuausgabe von Enn Vetemaas Die Nixen von Estland, die 2002 erschien und von Hans Magnus Enzensberger in dessen Andere Bibliothek aufgenommen wurde. Die Zeichnungen wurden von der Kritik einerseits gelobt, andererseits auch für ihre künstlerische Nähe zu Anke Feuchtenberger kritisiert, die einige Jahre zuvor ebenfalls ein Nixenbuch herausgegeben hatte.
Im gleichen Jahr begann Menschik mit der Arbeit für das Feuilleton der FAS, das sie bis heute (2020) regelmäßig illustriert. Es folgten Illustrationen für andere deutsche Magazine wie Stern oder Brigitte. Buchillustrationen nahmen einen ständig bedeutender werdenden Platz in ihrem Werk ein; von 2005 bis 2011 zeichnete sie etwa die Bilder in Georgia Byngs Molly Moon, 2007 für Von einem der auszog, das Fürchten zu lernen von Arnhild Kantelhardt und 2009 für Schlaf von Haruki Murakami. 2007 erhielt sie für ihre Illustrationen den Troisdorfer Bilderbuchpreis. Zuletzt illustrierte sie Der Mordbrand von Örnolfsdalur, Tilman Spreckelsens Nacherzählung einer Isländersaga und 2014 die Kalevala. Eine Sage aus dem Norden, ebenfalls von Spreckelsen nacherzählt.
Am 10. August 2014 fanden Menschiks zum Teil großformatige Illustrationen Platz auf neun Seiten der FAS, darunter im Feuilleton zu mehreren Artikeln über das Buch The Circle von Dave Eggers.

## Der goldene Grubber
Seit dem 5. März 2013 veröffentlichte die FAZ jeweils von Dienstag bis Freitag insgesamt 100 Folgen des Fortsetzungscomics Der goldene Grubber, der, meist in jeweils drei Bildern, die Erlebnisse der Autorin in ihrem eigenen, 4000 Quadratmeter großen Garten oder dem ihrer Nachbarn östlich von Berlin schildert. Die Cartoons erschienen 2014 im Galiani Verlag Berlin. Der Band wurde von der Stiftung Buchkunst als „eines der schönsten deutschen Bücher“ ausgezeichnet. Einen Beitrag dazu gab es in der ZDF-Sendung Aspekte und in zibb auf RBB. Die Wochenzeitung Der Freitag widmete dem Buch eine Sonderbeilage.

## Bibliografie

### Eigenständige Buchveröffentlichungen
- Das variable Kalendarium: 366 Tage. Ein immerwährender Kalender der Weltgeschichte. Zusammen mit Andreas Platthaus. DuMont, Köln 2012, ISBN 978-3-8321-9690-5.
- Der goldene Grubber. Von großen Momenten und kleinen Niederlagen im Gartenjahr. Galiani, Berlin 2014, ISBN 978-3-86971-083-9.
- Essen, essen. Illustrierte Lieblingsbücher, Band 6, Galiani Berlin, Köln 2019, ISBN 978-3-86971-183-6.
- Tomaten. Illustrierte Lieblingsbücher, Band 13, Galiani Berlin, Köln 2022, ISBN 978-3-86971-257-4.

### Buchillustrationen
- Enn Vetemaa: Die Nixen von Estland – ein Bestimmungsbuch. Neuausgabe. Übersetzung: Günter Jäniche. Eichborn – Die andere Bibliothek, Frankfurt am Main 2002. ISBN 978-3-8218-4729-0
- Edmund Jacoby: Sagen des Altertums. Das Handbuch der griechischen Sagen. Nacherzählt von Edmund Jacoby. Gerstenberg, Hildesheim 2008. ISBN 978-3-8369-5183-8
- Jacques Berndorf: Der Meisterschüler. Heyne, München 2009. ISBN 978-3-453-26643-8
- Haruki Murakami: Schlaf. Erzählung (übersetzt von Nora Bierich). DuMont, Köln 2010. ISBN 978-3-8321-6136-1
- Ernst H. Gombrich: Eine kurze Weltgeschichte für junge Leser. Einführung von Leonie Lilavati Gombrich. 1. Auflage der Neuausgabe, DuMont, Köln 2011. ISBN 978-3-8321-9653-0
- Tilman Spreckelsen: Der Mordbrand von Örnulfsdalur und andere Isländersagas. Galiani Berlin, 2011, ISBN 978-3-86971-046-4.
- Haruki Murakami: Die Bäckereiüberfälle. DuMont, Köln 2012, ISBN 978-3-8321-9636-3; als E-Book: ISBN 978-3-8321-8620-3.
- Haruki Murakami: Die unheimliche Bibliothek. DuMont, Köln 2013, ISBN 978-3-8321-9717-9.
- Tilman Spreckelsen: Kalevala: Eine Sage aus dem Norden. Galiani Berlin, 2014, ISBN 978-3-86971-099-0.
- Maria Antas: Wisch und weg. Ein Buch über das Putzen. Aus dem Finnlandschwedischen von Ursel Allenstein, Insel Verlag, Berlin 2015, ISBN 978-3-458-17629-9.
- Mario Vargas Llosa: Sonntag. Insel Verlag, Berlin 2016 (= Insel-Bücherei 2018), ISBN 978-3-458-20018-5.
- Franz Kafka: Ein Landarzt. Kleine Erzählungen. Nach dem Text der Erstausgabe gestaltet & illustriert von Kat Menschik. Illustrierte Lieblingsbücher, Band 1, Galiani Berlin, 2016, ISBN 978-3-86971-132-4.
- William Shakespeare: Romeo und Julia. Nach der Übersetzung gestaltet und illustriert von Kat Menschik. Illustrierte Lieblingsbücher, Band 2, Galiani Berlin, 2016, ISBN 978-3-86971-142-3.
- Haruki Murakami: Birthday Girl. Erzählung. Übersetzt von Ursula Gräfe. Dumont, Köln 2017, ISBN 978-3-8321-9858-9.
- E. T. A. Hoffmann: Die Bergwerke zu Falun. Illustrierte Lieblingsbücher, Band 3, Galiani Berlin, 2017, ISBN 978-3-86971-133-1.
- Volker Kutscher: Moabit. Illustrierte Lieblingsbücher, Band 4, Galiani Berlin, 2017, ISBN 978-3-86971-155-3.
- Edgar Allan Poe: Unheimliche Geschichten. Illustrierte Lieblingsbücher, Band 5, Galiani Berlin, 2018, ISBN 978-3-86971-167-6.
- Peter Christen Asbjørnsen, Jørgen Moe: Die Puppe im Grase, Norwegische Volksmärchen. Illustrierte Lieblingsbücher, Band 7, Galiani Berlin, 2019, ISBN 978-3-86971-195-9.
- Alexander Puschkin: Pique Dame. Übersetzt von Alexander Nitzberg. Illustrierte Lieblingsbücher, Band 8, Galiani Berlin, 2020, ISBN 978-386971-198-0.
- Mark Benecke: Kat Menschiks und des Diplom-Biologen Doctor Rerum Medicinalium Mark Beneckes Illustrirtes Thierleben. Illustrierte Lieblingsbücher, Band 9, Galiani Berlin, 2020, ISBN 978-3-86971-201-7.
- Gottfried Merzbacher, Anna Kordsaia-Samadaschwili, Cenzi von Ficker, Abo Iaschaghaschwili: Durch den wilden Kaukasus. Geschichten über das georgische Traumland Swanetien. Illustrierte Lieblingsbücher, Band 10, Galiani Berlin, 2021, ISBN 978-3-86971-239-0.
- Volker Kutscher: Mitte. Illustrierte Lieblingsbücher, Band 11, Galiani Berlin, 2021, ISBN 978-3-86971-246-8.
- Tschingis Aitmatow: Djamila. Übersetzt von Gisela Drohla (1962). Illustrierte Lieblingsbücher, Band 12, Galiani Berlin, 2022. ISBN 978-3-86971-253-6.
- Jakob Hein: Kat Menschiks und des Psychiaters Doctor medicinae Jakob Hein Illustrirtes Kompendium der psychoaktiven Pflanzen. Illustrierte Lieblingsbücher, Band 14, Galiani Berlin, 2022, ISBN 978-3-86971-261-1.
- Asta Nielsen: Im Paradies. Erzählungen. Illustrierte Lieblingsbücher, Band 15, Galiani Berlin, 2023, ISBN 978-3-86971-280-2.
- Véronique Witzigmann: Selbstgemachte Geschenke zum Aufessen. Illustrierte Lieblingsbücher, Band 16, Galiani Berlin, 2023, ISBN 978-3-86971-279-6.
- Jacqueline Kornmüller: Das Haus verlassen. Illustrierte Lieblingsbücher, Band 17, Galiani Berlin, 2024, ISBN 978-3-86971-286-4.
- Maxim Leo: Junge aus West-Berlin. Illustrierte Lieblingsbücher, Band 18, Galiani Berlin, 2024, ISBN 978-3-86971-304-5.
- Russ Hodge: Lebenskünstler. Von frostfesten Fischen, radioaktivitätsresistenten Bärtierchen und selbstheilenden Amphibien. Galiani Berlin, 2024, ISBN 978-3-86971-309-0.
- Monika Helfer: Der Bücherfreund. Erzählung. Carl Hanser Verlag, 2025, ISBN 978-3446282735.
- Kat Menschik, Hans Christian Andersen: Lieblingsmärchen. Illustrierte Lieblingsbücher, Band 19, Galiani Berlin, 2025, ISBN 978-3869713243.
- Volker Kutscher: Westend. Illustrierte Lieblingsbücher, Band 20, Galiani Berlin, 2025, ISBN 978-3-86971-323-6.